# Suhmata
Suhmata (arab. سحماتا) – nieistniejąca już arabska wieś, która była położona w Dystrykcie Akki w Mandacie Palestyny. Wieś została wyludniona i zniszczona podczas I wojny izraelsko-arabskiej, po ataku Sił Obronnych Izraela 30 października 1948 roku.

## Położenie
Suhmata leżała w Górnej Galilei, w odległości 25 km na północny wschód od miasta Akka. Według danych z 1945 roku do wsi należały ziemie o powierzchni 1705,6 ha. We wsi mieszkało wówczas 1130 osób.
| Własność gruntów | Powierzchnia gruntów [ha] |
| ---------------- | ------------------------- |
| Arabowie         | 957,2                     |
| Żydzi            | 0                         |
| publiczne        | 748,4                     |
| Razem            | 1705,6                    |

| Rodzaj użytkowanych gruntów | Powierzchnia [ha] |
| --------------------------- | ----------------- |
| uprawy oliwek               | 211               |
| uprawy nawadniane           | 190,1             |
| uprawy zbóż                 | 329               |
| nieużytki                   | 1173              |
| zabudowane                  | 13,5              |

## Historia
W czasach krzyżowców istniała tutaj niewielka wieś nazywana Samueth. Wybudowano wówczas w tym miejscu zamek obronny, który przebudowano w połowie XVIII wieku. W okresie panowania Brytyjczyków na początku XX wieku, Suhmata była dużą wsią. We wsi znajdował się meczet i kościół, a także szkoła podstawowa dla chłopców i szkoła rolnicza.

Podczas wojny domowej w Mandacie Palestyny w 1948 roku w rejonie wioski stacjonowały siły Arabskiej Armii Wyzwoleńczej. Podczas I wojny izraelsko-arabskiej w październiku 1948 roku Izraelczycy przeprowadzili operację „Hiram”. 30 października Suhmata została zajęta przez izraelskich żołnierzy. Następnie wieś została wysiedlona, a domy wyburzono.

## Miejsce obecnie
Na gruntach wioski Suhmata powstał w 1949 roku moszaw Chosen, a w 1950  roku moszaw Curi’el. Palestyński historyk Walid Chalidi, tak opisał pozostałości wioski Suhmata: „Teren jest pokryty gruzem i powalonymi ścianami ze zniszczonych kamiennych domów, które są porozrzucane pomiędzy drzewa oliwne, które tam rosły. Zachowały się mury zamku, prawdopodobnie wybudowanego przez krzyżowców”.